# Bas Dost
Bas Dost (Deventer, Països Baixos, 31 de maig de 1989) és un futbolista professional neerlandès. Es va formar a les categories inferiors del FC Emmen, i actualment juga al NEC neerlandès.